# オイラーの四平方恒等式
数学において、オイラーの四平方恒等式 (Euler's four-square identity) とは、4つの平方数の和である2数の積は再び4つの平方数の和になることをいうものである。具体的は、次のようになる。
{\displaystyle {\begin{aligned}&(a_{1}^{2}+a_{2}^{2}+a_{3}^{2}+a_{4}^{2})(b_{1}^{2}+b_{2}^{2}+b_{3}^{2}+b_{4}^{2})\\=&(a_{1}b_{1}+a_{2}b_{2}+a_{3}b_{3}+a_{4}b_{4})^{2}\\+&(a_{1}b_{2}-a_{2}b_{1}+a_{3}b_{4}-a_{4}b_{3})^{2}\\+&(a_{1}b_{3}-a_{2}b_{4}-a_{3}b_{1}+a_{4}b_{2})^{2}\\+&(a_{1}b_{4}+a_{2}b_{3}-a_{3}b_{2}-a_{4}b_{1})^{2}.\end{aligned}}}
オイラーはゴールドバッハ宛ての1748年5月4日付の手紙でこの恒等式について書いている（が上記とは異なる符号の取り方をしている）。恒等式は初等代数学で証明でき、任意の可換環において成り立つ。{\displaystyle a_{k}} と {\displaystyle b_{k}} が実数であれば、よりエレガントな証明が可能である。恒等式は、2つの四元数の積の絶対値が絶対値の積に等しいと言う事実を表しているのである。（ブラーマグプタの二平方恒等式では複素数に対して同様であるのと同じように。）
恒等式はラグランジュがラグランジュの四平方定理を証明するために使った。正確に言えば、素数に対して定理を証明すれば一般の場合が従うので十分であるということを恒等式は意味している。上記式の符号の取り方は2つの四元数を掛けて得られる符号に対応している。他の符号の取り方は、任意の ak を −ak に、あるいは bk を −bk に、あるいは右辺の自乗されている任意の項の符号を変えることによって、得ることができる。
フルヴィッツの定理は以下のような定理である。
{\displaystyle (a_{1}^{2}+a_{2}^{2}+a_{3}^{2}+\dotsb +a_{n}^{2})(b_{1}^{2}+b_{2}^{2}+b_{3}^{2}+\dotsb +b_{n}^{2})=c_{1}^{2}+c_{2}^{2}+c_{3}^{2}+\dotsb +c_{n}^{2}\,}
の形の恒等式（ただし {\displaystyle c_{i}} は {\displaystyle a_{i}} と {\displaystyle b_{i}} の双線型写像）は、n = {1, 2, 4, 8} に対してのみ可能である。しかしながら、より一般的なPfisterの定理によって、{\displaystyle c_{i}} を変数の1つの集合の単に有理関数とすれば（分母を許せば）、すべての n = 2m に対して可能である。四平方恒等式の別種は次のように与えられる。
{\displaystyle {\begin{aligned}&(a_{1}^{2}+a_{2}^{2}+a_{3}^{2}+a_{4}^{2})(b_{1}^{2}+b_{2}^{2}+b_{3}^{2}+b_{4}^{2})\\=&(a_{1}b_{4}+a_{2}b_{3}+a_{3}b_{2}+a_{4}b_{1})^{2}\\+&(a_{1}b_{3}-a_{2}b_{4}+a_{3}b_{1}-a_{4}b_{2})^{2}\\+&\left(a_{1}b_{2}+a_{2}b_{1}+{\frac {a_{3}u_{1}}{b_{1}^{2}+b_{2}^{2}}}-{\frac {a_{4}u_{2}}{b_{1}^{2}+b_{2}^{2}}}\right)^{2}\\+&\left(a_{1}b_{1}-a_{2}b_{2}-{\frac {a_{4}u_{1}}{b_{1}^{2}+b_{2}^{2}}}-{\frac {a_{3}u_{2}}{b_{1}^{2}+b_{2}^{2}}}\right)^{2}\end{aligned}}}
ただし
{\displaystyle {\begin{aligned}u_{1}&=b_{1}^{2}b_{4}-2b_{1}b_{2}b_{3}-b_{2}^{2}b_{4},\\u_{2}&=b_{1}^{2}b_{3}+2b_{1}b_{2}b_{4}-b_{2}^{2}b_{3}.\end{aligned}}}
次の副産物にも注意しよう。
{\displaystyle u_{1}^{2}+u_{2}^{2}=(b_{1}^{2}+b_{2}^{2})^{2}(b_{3}^{2}+b_{4}^{2}).}